# (660) Кресцентия
(660) Кресцентия (лат. Crescentia) — астероид главного пояса, который относится к спектральному классу S и входит в состав семейства Марии. Он был открыт 8 января 1908 года американским астрономом Джоэлом Меткалфом в Тонтонской обсерватории. Единой версии о происхождении названия нет: по одной версии, название переводится с латыни как «растущая» (связано, вероятно, с растущей Луной); по другой версии, взято в честь героини германского эпоса XII века «История о милосердной королеве Кресцентии» (нем. Historic von der geduldigen Königin Crescentia).

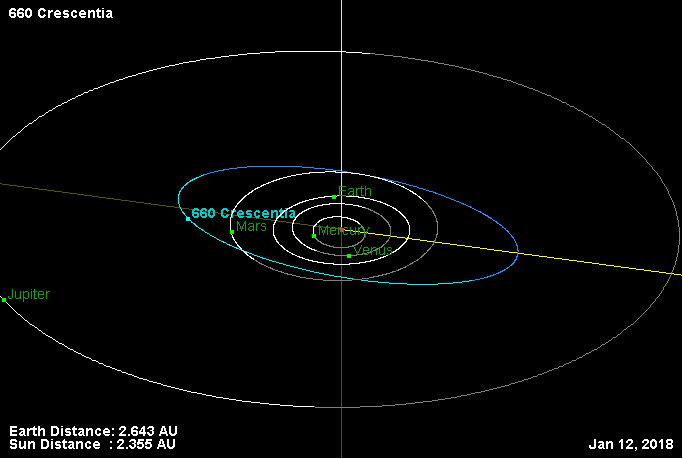
Орбита астероида Кресцентия и его положение в Солнечной системе

Тиссеранов параметр относительно Юпитера — 3,392.